# Ойся, ты ойся
«О́йся, ты о́йся» — плясовая казачья песня на мелодию кавказской лезгинки. Плясовая песня горских казаков. Её ещё называют казачьей молитвой. Написана (предположительно) во время Кавказской войны XIX века. Мелодия песни является инвариантом «Танца Шамиля». 
Впервые песня с припевом «Ой-ся» записана в 1998 году членами фольклорной группы «Братина» в станице Старопавловской Кировского района Ставропольского края от казаков, воевавших на Кавказе.
В одной версии героем первого куплета песни «на горе стоял» является Шамиль, в другой — безымянный казак. Герой молится «за свободу, за народ». Припевом является призыв к вайнахам в этот раз не бояться казаков, так как у казаков хорошее настроение:

Ойся, ты ойся,

Ты меня не бойся,

Я тебя не трону,

Ты не беспокойся.

Словом «ойся» казаки называли вайнахов: чеченцев и ингушей. Когда те плясали лезгинку, то издавали гортанные крики «хорса!», отсюда и получили это прозвище.
Песня стала своеобразным хоровым казачьим гимном.

## Текст песни
На горе стоял казак - он Богу молился.

За свободу, за народ низко поклонился.

Ой-ся, ты ой-ся,

Ты меня не бойся.

Я тебя не трону -

Ты не беспокойся.

А ещё просил казак правды для народа.

Будет Правда на земле - будет и Свобода.

За друзей просил казак - чтоб их на чужбине

Стороною обошли алчность и гордыня.

Чтобы жены дождались, и отцы, и дети

Тех, кто ищет Правду-Мать да по белу свету.

Для людей просил казак да благословенья,

Чтобы были хлеб да соль во мирных селеньях.

Чтобы крови не лилось у отчего порога,

Чтобы да кривде не жилось - он молился Богу.

Так молился тот казак за землю родную,

Что б не горе, не слеза её не коснулись.

На горе стоял казак - он Богу молился.

За свободу, за народ низко поклонился.

У Бога просил казак правды для народа.

Будет Правда на земле - будет и Свобода.

Ой-ся, ты ой-ся, ты меня не бойся.

Я тебя не трону - ты не беспокойся.

Ой-ся, ты ой-ся, ты меня не бойся.

Я тебя не трону - ты не беспокойся.

Ой-ся, ты ой-ся, ты меня не бойся.

Я тебя не трону - ты не беспокойся.